# 小久保シュヴァ
小久保 シュヴァ(Kokubo Subha Chakraborty = コクボ・シュヴァ・チャクラバティ）はインド出身の古典舞踊家である。

## 人物
血液型はO型。身長156cm。西ベンガル州コルカタ(旧カルカッタ)出身、コルカタ大学経済学部卒業。1993年日本人男性と結婚、1994年に来日。以降日本に在住。3年で日本語を習得。他に英語、ヒンディー語、サンスクリット語ができる。また母語はベンガル語である。茶道(裏千家)歴は20年をこえる。愛知県豊田市・名古屋市・東京都江東区大島・神奈川県川崎市で舞踊教室を開講。インディアン・クラシカル･ダンス・トゥループ(Indian Classical Dance Troupe)主宰。日本各地で公演を行うかたわら、日印の交流に努め舞踊以外にもインド文化についての執筆や講演など幅広い活動を行っている。

## 生い立ち
バラモンの家系である両親のもとに生まれ、3歳の時に舞踊を始めた。フォークダンスと古典舞踊バラタナッティアムを学んでいたが、14歳のときに創作舞踊家であるママタ・シャンカール主宰の舞踊団の入団試験を受け、250名の中からただ一人の合格者となった。以後、舞踊団の一員としてヨーロッパ、アジア、アメリカなど世界各国で公演を行う。後に大学に籍を置きながらママタ・シャンカール舞踊教室の教師を務め800名余の生徒の指導にあたった。

## 来日以前の日本との関わり
1985年と1992年に日本公演を行っており、とくに1992年は「日印国交40周年記念」の年で、新潟にあるミティラー美術館がポストインド祭を考える会の事務局となり、3ヶ月間で北は北海道の網走から南は沖縄まで日本を縦断するかたちで38公演を行った。大都市での公演の他、できるだけインドの文化を地方の人にも紹介したいというミティラー美術館館長長谷川時夫氏の趣旨により、過疎化の進んだ東京都青ヶ島村や愛知県富山村、石垣島、与那国島など小さな町村でも公演を行っている。

## ママタ・シャンカール&舞踊団
ママタ・シャンカール(Mamata Shankar)はインド現代創作舞踊の先駆を成したウダイ・シャンカール(Uday Shankar)を父に、その父の弟であるラビ・シャンカール(Ravi Shankar)を叔父に持つ。父から受け継いだウダイ・シャンカールスタイルを守り舞踊団を継承。名称をウダイ・シャンカール舞踊団からママタ・シャンカール舞踊団へ改称した。1978年にママタ・シャンカール舞踊学校(Udayan)を開校、現在生徒数は2,000名を数える。自身は女優でもあり、サタジット・レイ監督の遺作となった「見知らぬ人」ではオニラ・ボシュ役を好演している。ベンガル語圏での女優としての評価は高く、現在はテレビに出演する機会も多い。

## 来日
日本で暮らし始める以前、舞踊公演で2度の来日経験がある。その際には日本人は英語に堪能な国民であると思っていた。複数の通訳者を介しての滞在であったための勘違いだった。実際、暮らし始めると日本人の多くが話せないことがわかり、日常生活のあらゆる面で支障を来たした。日本語の知識はゼロに近かったが伴侶の指導のもと3年で日常会話ができるようになり、以後、未知の人から電話がかかって来ても相手は最後まで日本人と思い込んで話し終えるケースも出て来た。日本語学校には1度も通ってはいない。現在では日本人と変わらぬ語学力を身につけている。

## 趣味
旅行と音楽鑑賞。旅行は来日して茶道を学んでいたことから神社仏閣の観光を好み、日本庭園についての造詣も深い。音楽は聴くだけではなく、ママタ・シャンカール舞踊団時代には自身の歌で何曲かレコーディングされており、現在もママタ・シャンカール舞踊団の舞台で使われている。きわめて高音域の柔らかい歌声で、自らが主宰するインディアン・クラシカル・ダンス・トゥループの公演では生歌でトゥループが踊ることもある。ドライブ中でもインド音楽は欠かさず、時として振り付けのインスピレーションを受けることもあるという。

## インディアン・クラシカル・ダンス・トゥループ
インディアン・クラシカル・ダンス・トゥループ(Indian Classical Dance Troupe)はその前身である豊田市国際交流協会(TIA)の外郭団体として1997年にインド舞踊サークルの名称で始まった。2003年名称を現在のインディアン・クラシカル・ダンス・トゥループに改称、小久保シュヴァを主宰とし豊田市国際交流協会より独立する。これまで小久保シュヴァのもとでアランゲトラムを行った生徒に夏目由紀子(2002年)、アンナラウラ・シュッカ(2012年)、小川さやか(2014年)がいる。

## 舞踊家
タンコ・モニクッティ(Thankamani kutty)指導のもと古典舞踊バラタナッティアムを修め、創作舞踊ではウダイ・シャンカール・スタイルをベースにした振り付けを基本とする。少女時代には カタックも学んでいた一時期がある。また北インド古典声楽も学んでおり、カタックとともにごく稀に舞台で披露することがある。ママタ・シャンカール舞踊団の時代に創作舞踊の一環としてタゴールダンスも習得している。

## 公演

### ママタ・シャンカール舞踊団時代の海外公演
- アメリカ 公演 (1983年)
- カナダ 公演 (1983年)
- イギリス 公演 (1983年)
- シンガポール 公演 (1985年)
- マレーシア 公演 (1985年)
- タイ 公演 (1985年)
- 中国 公演 (1985年)
- モンゴル 公演 (1985年)
- 日本 公演 (1985年)
- オーストラリア 公演 (1987年)
- ドイツ 公演 (1987年)
- スウェーデン 公演 (1987年)
- モルディブ共和国 公演 (1987年)
- イギリス 公演 (1990年)
- ドイツ 公演 (1990年)
- ベルギー 公演 (1990年)
- フランス 公演 (1990年)
- ノルウェー 公演 (1990年)
- フィンランド 公演 (1990年)
- 日本 公演 (1992年)
- シンガポール 公演 (1992年)

### インディアン・クラシカル･ダンス・トゥループ主催による公演
- 愛知県　豊田市産業文化センター「インドの夕べ｣ (1999年)
- 愛知県　名古屋市長円寺会館「INDIAN MOOD」(2000年)
- 愛知県　豊田市民文化会館「インドの心」(2001年)
- 愛知県　豊田産業文化センター「DEVOTIEN」(2003年)
- 愛知県　名古屋長円寺会館「DEVOTIEN」 (2003年)
- 東京都　豊島公会堂「インドの物語」(2004年)
- 静岡県　三島市ベルフォーレ文化センター「インドの物語」(2004年)
- 愛知県　名古屋中電ホール「インドの物語」(2004年)
- 愛知県　豊田市産業文化センター「インドへの道」(2005年)
- 愛知県　名古屋東文化小劇場「インドの風・日本の風」(2007年)
- 愛知県　名古屋市文化創造センター「インドへの祈り」(2009年)
- 愛知県　名古屋市揚輝荘「タゴール生誕150周年記念特別公演」(2011年)
- 愛知県　豊田市産業文化センター「インドからのおくりもの」(2012年)
- 静岡県　三島公演「インドの調べに誘われて」～インディアン・クラシカル・ダンス・トゥループ20周年記念＝アノンド・ニケタン共演(2017年)
- 神奈川県　川崎公演「Dhritam,tha Rhythmt～感謝をこめて～」～インディアン・クラシカル・ダンス・トゥループ20周年記念～(2017年)
- 愛知県　名古屋東文化小劇場「Dhritam,tha Rhythmt～感謝をこめて～」～インディアン・クラシカル・ダンス・トゥループ20周年記念～(2017年)

### インディアン・クラシカル･ダンス・トゥループ主催によるママタ・シャンカール講演＆ワークショップ
- 愛知県　豊田市「ママタ・シャンカール＝ワークショップ＆講演」(2019年)
- 神奈川県　川崎市「ママタ・シャンカール＝ワークショップ＆講演」(2019年)
- 神奈川県　川崎市　コハナ・インターナショナル・スクール「ママタ・シャンカール＝創作舞踊について」講演(2019年)
- 東京都　サイセンター「ママタ・シャンカール＝宗教と人生について」講演(2019年)
- 東京都　ベンガル協会「ママタ・シャンカールを囲んで」講演(2019年)
- 東京都　インド大使館「ママタ・シャンカール＝ウダイ・シャンカール・スタイルによる創作舞踊について」講演(2019年)

### インディアン・クラシカル･ダンス・トゥループ海外公演＆ワークショップ
- インド　西ベンガル州政府主催ウダイ・シャンカール・ダンスフェスティバル「創作舞踊」公演(1999年)
- インド　西ベンガル州コルカタ国際交流協会主催インディアン・クラシカル・ダンス・トゥループ「創作舞踊」単独公演(1999年)
- インド　西ベンガル州政府主催ウダイ・シャンカール・ダンスフェスティバル「創作舞踊」公演(2004年)
- インド　西ベンガル州コルカタナバンクール校共同公演(2004年)
- インド　西ベンガル州コルカタビルラサバガル寺院インディアン・クラシカル・ダンス・トゥループ「古典&創作舞踊」単独公演(2004年)
- アメリカ　デトロイトNABC主催インディアン・クラシカル・ダンス・トゥループ「古典&創作舞踊」公演(2007年)
- インド　西ベンガル州政府主催ウダイ・シャンカール・ダンスフェスティバル「創作舞踊」公演(2008年)
- インド　西ベンガル州コルカタソデュプール町India and Japanダンスミート共同公演(2008年)
- インド　西ベンガル州コルカタクリシュナナガル町インディアン・クラシカル・ダンス・トゥループ「古典&創作舞踊」単独公演(2008年)
- アメリカ　アトランティックシティーNABC主催インディアン・クラシカル・ダンス・トゥループ「創作舞踊」公演(2010年)
- インド　トリプラ州アゴルタラ文化協会主催〈ワークショップ1〉(2016年)
- シンガポール　シンガポール在インド人会主催〈ワークショップ〉(2016年)
- シンガポール　「シンガポール・日本国交50周年記念」公演(2016年)
- シンガポール　タゴール協会主催「インド舞踊」単独公演(2016年)
- インド　トリプラ州アゴルタラ文化協会主催〈ワークショップ2〉(2017年)
- インド　マハーラーシュトラ州ムンバイ「インド・インターナショナル・ダンス・フェスティバル」公演(2019年)
- インド　マハーラーシュトラ州プネ「オームカレッシュワ寺院＝インド古典舞踊」奉納公演 (2019年)
- インド　コルカタハウラーアムタポリチョイ主催〈ワークショップ〉(2019年)

### その他の公演
- 福島県　三島町日印協会･ミティラー美術館共催「インド古典舞踊」公演 (1995年 )
- 青森県　浪丘町・岩木町・日印交流協会･教育委員会主催「インド古典舞踊」公演(1996年)
- 愛知県　名古屋市西日本詩吟文化協会35周年記念「アジア交流の部」ゲスト公演(1996年)
- 愛知県　豊田市保見ヶ丘「ふれあい祭り」参加公演(1997年)
- 愛知県　豊田市TIA国際交流フェスティバル「インド古典舞踊」参加公演(1997年)
- 愛知県　豊田市福祉会館「クリスマス」公演(1997年)
- 東京都　ドゥルガプージャ「インド古典舞踊」参加公演(1998年)
- 愛知県　豊田市民芸館「インド古典舞踊」公演(1998年)
- 愛知県　名古屋市国際交流フェスティバル「インド古典舞踊」参加公演(1998年)
- 愛知県　豊田市TIA国際交流フェスティバル「インド古典舞踊」参加公演(1998年)
- 愛知県　豊田市東高校「YOSENKAI」公演(1999年)
- 新潟県　十日町市・ミティラー美術館共催ストリート・ミュージアム「インド古典舞踊」参加公演 (1999年)
- 新潟県　糸魚川市上早川ふれあい交流実行委員会「インド舞踊と交流のつどい」公演(1999年)
- 静岡県　静岡市宝泰寺「地蔵祭り20回記念」奥川康子氏とその舞踊団による共演(1999年)
- 東京都　ドゥルガプージャ「インド古典舞踊」参加公演(1999年)
- 愛知県　豊田市TIA国際交流フェスティバル「インド古典舞踊」参加公演(1999年)
- 愛知県　春日井市木附の里主催「インド古典舞踊」公演(2000年)
- 愛知県　豊田市K-TEN Presents「インド古典舞踊」公演(2000年)
- 愛知県　名古屋市国際プラザフェスティバル2000「インド古典舞踊」参加公演(2000年)
- 愛知県　豊田市TIA国際交流フェスティバル「インド古典舞踊」参加公演(2000年)
- 愛知県　豊田市オイスカ中部日本研修センター「インド古典舞踊」公演(2000年)
- 愛知県　豊田市保見ヶ丘国際交流センター保見ヶ丘ワールドフェスタ「インド古典舞踊」特別参加公演(2001年)
- 愛知県　せと市民まつり「インド古典舞踊」参加公演(2001年)
- 愛知県　豊田市TIA国際交流フェスティバル「インド古典舞踊」参加公演(2001年)
- 大阪府　富田林市市立中央公民館春一番コンサート「インディアの風～インド古典舞踊の夕べ」公演(2001年)
- 愛知県　名古屋市主催アジア民族舞踊フェスティバル「インド古典舞踊」参加公演(2001年)
- 愛知県　豊田市市制51周年記念式「インド古典舞踊」公演(2002年)
- 愛知県　名古屋市東名ライオンズクラブ定例会「インド古典舞踊」ゲスト公演(2002年)
- 東京都　ナマステインディア「インド古典舞踊」参加公演(2002年)
- 愛知県　豊田市ロマネスクの会「インド古典舞踊とオーボエで聴く洋の東西」公演(2002年)
- 愛知県　夏目由紀子～アランゲトラム～公演(2002年)
- 愛知県　名古屋市大塚屋インドフェアー協力デモンストレーション「インド古典舞踊」公演(2003年)
- 東京都　インド大使館ラビンドラ・ジャヤンティ(タゴールの誕生日を祝う会)「タゴールダンス」公演(2003年)
- 愛知県　清州町国際交流フェスティバル「インド古典舞踊」公演(2003年)
- 福井県　若狭路博2003「インド古典舞踊」公演(2003年)
- 愛知県　名古屋国際センター主催マレーシアフェスティバル「インド古典舞踊」特別参加公演(2004年)
- 愛知県　豊田市保見公民館わいわいサタデーインド文化を知ってもらおう「インド古典舞踊」参加公演(2004年)
- 愛知県　豊田ミュージックアカデミー発表会「インド古典舞踊」参加公演(2004年)
- 愛知県　豊田市セウチダンススクール発表会「インド古典舞踊」特別ゲスト公演(2004年)
- 愛知県　刈谷市主催わいわい春まつり「インド古典舞踊」参加公演(2005年)
- 東京都　インド大使公邸東京津波基金「インド古典舞踊」参加公演(2005年)
- 東京都　インド大使館タゴール協会主催「タゴールダンス」参加公演(2005年)
- 愛知県　豊田市アミューゼ・ダンス・スポーツクラブオープン記念「インド古典舞踊」デモンストレーション公演(2005年)
- 愛知県　愛知万国博覧会インド館「インド古典舞踊」公演 (2005年)
- 愛知県　三好町(現・みよし市)国際交流フェスタ「インド古典舞踊」公演(2005年)
- 愛知県　名古屋市覚王山揚輝荘お月見企画「インド古典舞踊」公演(2005年)
- 愛知県　名古屋市短歌会館文化祭「インド古典舞踊」(2005年)
- 富山県　NPO法人アジア芸術文化協会主催黒部市「インド古典舞踊」参加公演(2006年)
- 愛知県　名古屋市愛知淑徳大学「インド古典舞踊」公演(2006年)
- 愛知県　豊田市セウチダンススクール「インド古典舞踊」(2006年)
- 愛知県　名古屋市短歌会館文化祭「インド古典舞踊」(2006年)
- 愛知県　刈谷市主催ディワリ祭「インド古典舞踊」公演(2006年)
- 愛知県　名古屋市揚輝荘の会主催異文化交流フェスティバル「インド古典舞踊」公演(2007年)
- 愛知県　豊田市国際コンサート「インド古典舞踊」公演(2007年)
- 大阪府　アジア音楽祭「インド古典舞踊」参加公演(2007年)
- 愛知県　江南市国際交流フェスティバル「インド古典舞踊」参加公演(2007年)
- 岐阜県　29回ぎふアジア映画祭「インド古典舞踊」公演(2007年)
- 愛知県　名古屋市短歌会館文化祭「インド古典舞踊」(2008年)
- 愛知県　豊田市民芸館「インド古典舞踊」公演(2008年)
- 愛知県　中京テレビ「八事興正寺五重塔建立200年祭記念行事」奉納舞(2008年)
- 愛知県　豊田市保見交流館ふれあい祭り「インド古典舞踊」参加公演(2008年)
- 愛知県　尾張旭市ベンガリニューイヤー祭「インド古典舞踊」参加公演(2009年)
- 東京都　江東区船堀タワーホールタゴール生誕祭「タゴールダンス」特別参加公演(2009年)
- 東京都　インド大使館 日本ヴェーダーンタ協会(ラーマクリシュナ・ミッション)50周年記念「インド古典舞踊」公演(2009年)
- 愛知県　小牧市愛知文教大学大学祭「インド古典舞踊」公演(2009年)
- 愛知県　名古屋市短歌会館文化祭「インド古典舞踊」公演 (2009年)
- 東京都　新宿区厚生年金会館東京ヨガセンター「インド古典舞踊」公演(2009年)
- 愛知県　名古屋市ちくさ座「チャリティ合同「インド古典舞踊」参加公演(2010年)
- 大阪府　インド総領事館 日本ベーダンタ協会(ラーマクリシュナ・ミッション)50周年記念「インド古典舞踊」公演(2010年)
- 東京都　江東区船堀タワーホールタゴール生誕祭「タゴールダンス」特別参加公演(2010年)
- 愛知県　名古屋市NPO法人国際交流会揚輝荘の会「インド古典舞踊」参加公演(2010年)
- 愛知県　豊田市善宿寺「インド古典舞踊」公演(2010年)
- 愛知県　名古屋市文化事業振興事業団短歌会館主催「インド古典舞踊」公演(2010年)
- 東京都　インド大使館～地球の宝ものNPO法人インドのトラとゾウを守る～「インド古典舞踊」参加公演(2011年)
- 東京都　ナマステインディアに「インド古典舞踊」・セミナーハウスにて「タゴール生誕150周年記念ワークショップ&タゴールダンス」 (2011年)
- 愛知県　刈谷市ナマステインディア in KARIYA「インド古典舞踊」参加公演(2011年)
- 群馬県　高野山真言宗寺族婦人会東日本ブロック研修会「～インドを想う～インド古典舞踊」参加公演(2011年)
- 愛知県　豊川市臨済宗烹金寺落慶式「奉納舞」(2011年)
- 島根県　隠岐島海士町産業文化祭「インド古典舞踊」参加公演(2011年)
- 愛知県　東方学院オープニングイヴェント「インド古典舞踊」公演&講演(2012年)
- 富山県　インド協会結成一周年記念 懇親会～オープニング「インド古典舞踊」公演～(2012年)
- 奈良県　東大寺ミュージアム日印交流はじまりと未来「インド古典舞踊」参加公演(2012年)
- 奈良県　東大寺「奉納舞」(2012年)
- 愛知県　アンナラウラ・シュッカ～アランゲトラム～公演(2012年)
- 愛知県　豊田市国際交流協会国際の日～世界の踊り～「インド古典舞踊」参加公演(2012年)
- 埼玉県　川口市 在バングラデシュドゥルガプージャ「創作舞踊」参加公演(2012年)
- 愛知県　豊田市梅坪交流館「インド古典舞踊」参加公演(2012年)
- 愛知県　名古屋市国際センター主催世界ヘエ・ホウ講座「インドの風・日本の風～つながる二つの国～」講演＆公演(2013年)
- 千葉県　成田山新勝寺成田ユネスコ協会主催「インド古典舞踊」講演＆公演(2013年)
- 奈良県　東大寺奉納舞(2013年)
- 東京都　ナマステ・インディア参加公演(2013年)
- 埼玉県　川口市 在バングラデシュドゥルガプージャ「インド古典舞踊」参加公演(2013年)
- 愛知県　名古屋市緑区、区制50周年記念「インド古典舞踊」参加公演(2013年)
- 大阪府　ヴェーダーンタ協会(ラーマクリシュナ・ミッション)「ヴィヴェーカーナンダ生誕150周年記念」公演(2013年)
- 愛知県　名古屋市「短歌会館文化祭」参加公演(2013年)
- 愛知県　豊川市烹金寺落慶法要記念「インド古典舞踊」奉納(2014年)
- 東京都　インド大使館「さくらフェスティバル」参加公演(2014年)
- 愛知県　犬山市リトルワールド「インド古典舞踊」公演(2014年)
- 愛知県　小川さやか～アランゲトラム～公演(2014年)
- 埼玉県　川口市 在バングラデシュ主催ドゥルガプージャ「インド古典舞踊」参加公演2014年)
- 愛知県　名古屋市JICA(国際協力機構)主催「インド古典舞踊」参加公演(2015年)
- 東京都　ドゥルガプージャ「インド古典舞踊」参加公演(2015年)
- 群馬県　熊谷市光恩寺「インド古典舞踊」参加公演(2015年)
- 愛知県　春日井市ポタジェ・ハタノ主催「インドへの誘い～インド古典舞踊とともに～」公演(2016年)
- 愛知県　名古屋市大乗教宝塔建立40周年記念「インド古典舞踊」奉納(2016年)
- 愛知県　名古屋ワールド航空サービス主宰「インド古典舞踊」公演(2016年)
- 東京都　ナマステ・インディア参加公演(2016年)
- 愛知県　刈谷市ナマステ・インディア in KARIYA参加公演(2016年)
- 東京都　ドゥルガープージャ「タゴールダンス（演奏・歌＝プロミタモッリク）」公演(2016年)
- 埼玉県　川口市 在バングラデシュ主催ドゥルガープージャ「タゴールダンス（演奏・歌＝プロミタモッリク）」公演(2016年)
- 愛知県　豊川市烹金寺「インド古典舞踊」奉納(2016年)
- 愛知県　名古屋市東本願寺 浅野玄誠先生を偲ぶ会「インド古典舞踊」公演(2017年)
- 愛知県　名古屋市ナディアパーク 子どもアート万博「インド古典舞踊」参加公演(2017年)
- 東京都　BATJ主催 ラビンドラナート・タゴール第157回生誕記念祝賀会「インド古典舞踊」公演(2018年)
- 神奈川県　横浜市山下公園ディワリ祭「インド古典舞踊」参加公演(2018年)
- 愛知県　豊田市いぼばらこども園卒園記念 子供たちもいっしょに「インド古典舞踊」公演(2019年)
- 東京都　ヴェーダーンタ協会(ラーマクリシュナ・ミッション)～ヴィヴェーカーナンダ生誕156周年記念～「インド古典舞踊」参加公演(2019年)
- 神奈川県　横浜スパールクリングトワイライトパレード＆参加公演(2019年)
- 愛知県　刈谷市ナマステ・インディア公演in KARIYA参加公演(2019年)
- 滋賀県　滋賀県大津市福聚院　奉納舞＆ワークショップ(2019年)

### 講演
- 愛知県　豊田市加納小学校「インドについて」講演 (1996年)
- 愛知県　名古屋市千種社会教育センター「インド古典舞踊」レクチャー(1997年)
- 愛知県　豊田市挙母小学校「インドについて」講演(1997年)
- 愛知県　豊田市衣ヶ丘小学校「インドについて」講演(1997年)
- 愛知県　豊田市井郷中学校「インドと日本」講演(1997年)
- 愛知県　豊田市市役所「国際交流-インドと日本」講演(1997年)
- 愛知県　豊田市井郷中学校「インド舞踊について」講演(1998年)
- 愛知県　名古屋市熱田生涯学習センター「インド古典舞踊」レクチャー(1999年)
- 愛知県　名古屋市千種生涯学習センター「インド古典舞踊」レクチャー(1999年)
- 愛知県　豊田市逢妻中学校「インド舞踊について」講演(1999年)
- 愛知県　安城学園高校土曜講座「インド舞踊の魅力」講演(1999年)
- 愛知県　豊田市益富中学校「国際交流「インドと日本」講演(1999年)
- 愛知県　豊田市前林中学校「インド舞踊について」講演(1999年)
- 愛知県　桜花学園大学「インド古典舞踊」レクチャー(2000年)
- 愛知県　名古屋市中村区生涯学習センター「インド古典舞踊」レクチャー (2000年)
- 愛知県　豊田市龍神公民館主催市民講座「インド古典舞踊」レクチャー(2000年)
- 愛知県　名古屋水野宏胃腸科/内科病院文化サロンにて「インド古典舞踊について」講演(2000年)
- 愛知県　豊田市青少年センター「インド古典舞踊」レクチャー(2000年)
- 愛知県　三好町立北中学校20周年記念「インドの伝統文化」講演(2001年)
- 愛知県　豊田市保見小学校「インドについて」講演(2001年)
- 愛知県　豊田市フリースペースKコクボシュヴァさんのお話しを聞く会「インド古典舞踊」レクチャー(2001年)
- 愛知県　豊田市フリースペースK～「インド古典舞踊」レクチャー(2001年)
- 愛知県　豊田市西洋美術史の会インド舞踊と東洋の調べ「インド古典舞踊」レクチャー(2002年)
- 愛知県　豊田市主催第4回と「よたまちびと講～世代を流れる天の川を渡る～」にパネラーとして参加(2002年)
- 愛知県　豊田市高橋交流館「インド古典舞踊」講演(2003年)
- 愛知県　三好国際交流協会主催「世界を知ろう・体験しよう～インド編」講演(2004年)
- 愛知県　豊田市ことばリフレッシュの会「インド古典舞踊」レクチャー(2004年)
- 愛知県　刈谷市国際交流協会国際交流～「インドと日本」講演(2004年)
- 愛知県　岡崎市西友「インド古典舞踊一日講座」講演(2004年)
- 愛知県　岡崎市緑ヶ丘緑の寺子屋「インド舞踊」講演(2004年)
- 愛知県　名古屋市覚王山揚輝荘の会「インド古典舞踊」講演(2005年)
- 愛知県　名古屋市ウィルあいちセミナー異文化探訪「インドの女性たち」講演(2006年)
- 愛知県　名古屋市同朋大学「インド古典舞踊について」講演(2006年)
- 愛知県　名古屋市桜花学園大学「インド古典舞踊について」講演(2006年)
- 愛知県　名古屋市国際サロン桜花学園大学生涯学習研究センター「インドのいまと古典舞踊」講演(2006年)
- 愛知県　豊田市大畑小学校フェスタ「インドの国」講演(2006年)
- 愛知県　豊田市立青木小学校「親子ふれあい参観・親子でおどろう」講演(2007年)
- 愛知県　はなのきの会国際交流「インド古典舞踊」講演(2007年)
- 愛知県　豊田市みんなの朗読会&お楽しみ会「シュヴァさんと遊ぶ」講演(2007年)
- 愛知県　愛西市人権擁護委員会主催異文化交流「インドの風・日本の風」講演(2007年)
- 岐阜県　岐阜市十六銀行くるるセミナー地球散策講座「インド編」講演(2007年)
- 愛知県　みよし悠学カレッジ「第1回インド編」講演(2008年)
- 愛知県　豊田市竜神交流館「インド古典舞踊」レクチャー(2008年)
- 愛知県　名古屋市キッズインターナショナルスクール「インド舞踊を通じて」(2008年)
- 愛知県　豊田市立青木小学校 「インド文化を知ろう」講演(2009年)
- 愛知県　みよし悠学カレッジ「第2回インド編」講演(2009年)
- 愛知県　名古屋市志だみ幼稚園キッズポケッツ「インド舞踊を子供たちと」(2009年)
- 愛知県　刈谷市小垣江小学校「インド芸能との交流」講演(2009年)
- 愛知県　名古屋市立正色小学校「インドについて」講演(2010年)
- 愛知県　尾張旭市国際交流会「お国紹介インド編」 講演(2010年)
- 宮城県　多賀城市・七ヶ浜町 東北関東大震災(3.11)慰問(2011年)
- 愛知県　常滑市国際交流会「現代インドの学校生活」講演(2011年)
- 愛知県　名古屋市宮根小学校「インドについて」講演(2011年)
- 愛知県　名古屋市愛知淑徳大学「インド古典舞踊について」講演(2011年)
- 愛知県　名古屋市愛知淑徳大学「全会話を英語で」講義(2012年)
- 愛知県　名古屋市中村高校「インドについて」講演(2012年)
- 三重県　桑名小学校「インドについて」講演(2012年)
- 愛知県　名古屋市立名城小学校「インドについて」講演(2012年)
- 愛知県　豊田市国際交流協会ナショナルデー「インド編」(2012年)
- 愛知県　名古屋市国際センター「母国紹介」講演(2012年)
- 愛知県　名古屋市日本秘書クラブ東海支部「インド舞踊」講座(2012年)
- 愛知県　名古屋城東ライオンズクラブ&愛知ひまわりライオンズクラブ合同例会ゲストスピーカー「インド舞踊」講演(2012年)
- 愛知県　名古屋市中区役所「男女共同参画社会をめざして」講演(2012年)
- 愛知県　名古屋市東生涯学習センター「世界の舞踊」一日インド舞踊講座(2012年)
- 愛知県　名古屋市淑徳大学「インド古典舞踊について」講演(2012年)
- 愛知県　名古屋市瑞穂区役所「瑞穂区地域女性活動促進事業交流会」講演(2012年)
- 愛知県　みよし市いきもの語り「インド舞踊を子供たちと」(2012年)
- 愛知県　名古屋国際センター「語ろうマイスター」に就任(2013年)
- 愛知県　名古屋国際センター講座「サンプルスピーチ」(2013年)
- 愛知県　名古屋市瑞穂小学校「インドの生活」講演(2013年)
- 愛知県　愛西市人権擁護委員会「インドの暮らし」講演(2013年)
- 三重県　桑名市大山田小学校「インドについて」講演(2013年)
- 愛知県　名古屋国際センター (講座１)「インド・日本・世界に見る差別～カーストを超えて～」講演＆公演(2013年)
- 愛知県　津島市ロータリークラブ「インドについて」講演(2013年)
- 愛知県　岡崎市聾学校「インドについて」講演(2013年)
- 愛知県　名古屋市名古屋国際センター講座「サンプルスピーチ」(2013年)
- 愛知県　名古屋オアシス21ワールドエキスポ「～踊りでヨガを～」(2013年)
- 愛知県　あま市「母国紹介」講演(2013年)
- 愛知県　名古屋国際センター (講座2)「インドの神々」(2014年)
- 愛知県　岡崎市あいちシルバーカレッジ講座「インドの歴史・文化1」(2014年)
- 愛知県　岡崎市あいちシルバーカレッジ講座「インドの歴史・文化2」(2014年)
- 愛知県　岡崎市養護学校「インド舞踊を学ぼう」講演(2014年)
- 愛知県　名古屋市道徳小学校「インドについて」講演(2014年)
- 三重県　桑名市大山田小学校「インドについて」講演 (2014年)
- 愛知県　名古屋高年大学鯱城学園講座「日本の中のインド1」(2014年)
- 愛知県　名古屋高年大学鯱城学園講座「日本の中のインド2」(2014年)
- 愛知県　名古屋高年大学鯱城学園講座「日本の中のインド3」(2014年)
- 愛知県　名古屋高年大学鯱城学園講座「日本の中のインド4」(2015年)
- 愛知県　名古屋国際交流協会ボランティア研修会「私たちの知らないインド」講演(2015年)
- 愛知県　名古屋市中村高校「インドの基本情報とインド古典舞踊について」講演(2015年)
- 東京都　インド大使館ヴェーダーンタ協会「パネルディスカッション」にパネラーとして参加(2015年)
- 愛知県　名古屋市立道徳小学校「インドについて」講演(2015年)
- 愛知県　名古屋高年大学鯱城学園講座「インドの歴史と文化1」(2015年)
- 愛知県　名古屋高年大学鯱城学園講座「インドの歴史と文化2」(2015年)
- 愛知県　名古屋高年大学鯱城学園講座「インドの歴史と文化3」(2015年)
- 愛知県　名古屋高年大学鯱城学園講座「インドの歴史と文化4」(2015年)
- 愛知県　名古屋国際センター講座「サンプルスピーチ」(2015年)
- 愛知県　大府市大府東高校「インドと日本」講演(2015年)
- 愛知県　豊田市松坂屋インディアン・クラシカル・ダンス・トゥループ主催「一日まるごとインド体験」(2015年)
- 愛知県　津島市国際交流協会「インド文化と古典舞踊」講演(2015年)
- インド　トリプラ州アゴルタラアナンダモィーデッデァピーッミドル・スクール「日本文化紹介」講演(2016年)
- 愛知県　津島市津島ロータリークラブ「インド文化を学ぶ」講演(2016年)
- 愛知県　名古屋高年大学鯱城学園講座「インドの歴史と文化1」(2016年)
- 愛知県　名古屋高年大学鯱城学園講座「インドの歴史と文化2」(2016年)
- 愛知県　名古屋高年大学鯱城学園講座「インドの歴史と文化3」(2016年)
- 愛知県　名古屋市立西前田小学校「インドについて」講演(2016年)
- 愛知県　岡崎市国際交流協会「インド古典舞踊について」講演(2016年)
- 愛知県　名古屋国際センター講座「サンプルスピーチ」(2017年)
- 愛知県　名古屋高年大学鯱城学園講座「インド古典舞踊とインド文化1」(2017年)
- 愛知県　名古屋高年大学鯱城学園講座「インド古典舞踊とインド文化2」(2017年)
- 愛知県　名古屋高年大学鯱城学園講座「インド古典舞踊とインド文化3」(2017年)
- 愛知県　豊田市いぼばらこども園「インド舞踊をこどもたちと」(2017年)
- 愛知県　豊川市ひかり保育園「インド舞踊をこどもたちと」(2017年)
- 愛知県　一宮市国際交流協会「インド古典舞踊とは」講演(2017年)
- 愛知県　名古屋市立自由ヶ丘小学校「インドについて」講演(2017年)
- 愛知県　みよし市みよし悠学カレッジ「新春講座１インドについて）(2018年)
- 愛知県　みよし市みよし悠学カレッジ「新春講座２インドについて」(2018年)
- 愛知県　春日井市柏原中学校「インドの文化」講演(2018年)
- 愛知県　名古屋市港区生涯学習センター「インド文化にふれて～日本の中のインドをたずねて～」講座(2018年)
- 愛知県　名古屋高年大学鯱城学園講座「インドの基本情報とインド文化1」(2018年)
- 愛知県　名古屋高年大学鯱城学園講座「インドの基本情報とインド文化2」(2018年)
- 愛知県　名古屋高年大学鯱城学園講座「インドの基本情報とインド文化3」(2018年)
- 愛知県　名古屋高年大学鯱城学園講座「インドの基本情報とインド文化4」(2018年)
- 三重県　桑名市大山田小学校「インドについて」講演(2018年)
- 愛知県　名古屋市山田小学校「インドについて」講演(2018年)
- 愛知県　名古屋市北区生涯学習センター「国際理解～インドの文化～」講座(2018年)
- 愛知県　名古屋市立養護学校「インド舞踊を楽しくまなぼう」講演(2018年)
- 愛知県　名古屋市平和小学校「インドについて」(2019年)
- インド　ヒマチャルプロデシュ州 Kohana International school実技指導(2019年)
- インド　ヒマチャルプロデシュ州バリカシュラム孤児院「日本文化紹介」(2019年)
- インド　西ベンガル州コルカタ シャムラップ孤児院「日本文化紹介」(2019年)
- インド　西ベンガル州コルカタ ゴチャロンガールズハイ・スクール「日本文化紹介」(2019年)
- インド　西ベンガル州コルカタ ネウタラフリープライマリー・スクール「日本文化紹介」(2019年)
- 愛知県　名古屋高年大学鯱城学園講座「インドの基本情報とインド文化1」(2019年)
- 愛知県　名古屋高年大学鯱城学園講座「インドの基本情報とインド文化2」(2019年)
- 愛知県　名古屋高年大学鯱城学園講座「インドの基本情報とインド文化3」(2019年)
- 愛知県　名古屋高年大学鯱城学園講座「インドの基本情報とインド文化4」(2019年)
- 愛知県　岡崎市聾学校「インドについて」講演(2019年)
- 愛知県　名古屋市南養護学校「インドについて」講演(2019年)
- 愛知県　名古屋文理大学「インド料理をいっしょに」(2019年)
- 神奈川県　川崎市コハナ・インターナショナル・スクール「インド古典舞踊」講演(2019年)
- 愛知県　港区生涯学習センター「世界の舞 ～インド編～」講演(2019年)

### 舞踊講座
- 愛知県　イオン岡崎ジャスコスポーツクラブ「インド舞踊講座」3ヶ月担当(2001年)
- 愛知県　名古屋市栄朝日カルチャーセンター「インド古典舞踊講座」担当(2003～2005年)
- 愛知県　豊田市セウチダンススクール「インド古典舞踊講座」担当(2006～2010年)
- 愛知県　豊田市いぼばらこども園「インド舞踊教室」担当(2011年～)
- 愛知県　知立カルチャーセンター「インド古典舞踊講座」担当(2013～2014年)
- インド　ヒマチャルプロデシュ州 Kohana International schoolスカイプで舞踊教室担当(2018年～)

### 教科書
- 平成16年度版高校2年生音楽教科書(教育芸術社刊)バラタナッティアムの写真掲載(2004年)
- 平成19年度版高校1年生音楽教科書(教育芸術社刊)バラタナッティアムの写真掲載(2007年)

### テレビ・ラジオ・執筆
- 愛知県名古屋市LIONS CLUB会報「日本の夕べ」寄稿(1997年)
- 愛知県「豊田市国際交流協会設立十周年記念によせて」寄稿(1998年)
- 愛知県名古屋市LIONS CLUB会報「日本のクリスマス」寄稿(1998年)
- 月刊誌「三河路」～草の根の国際交流～をテーマに巻頭座談会(1999年)
- CBCラジオ「インド古典舞踊教室」生放送(1999年4月15日)
- ひまわりテレビ「豊田に暮らす外国人」(1999年5月)
- CBCテレビ「夢の風景」(1999年6月5日)
- FMジッポ「ウダイ・シャンカール・ダンス・フェスティバルについて」生放送(1999年10月15日)
- テレビ愛知「あの人に会いたい」(1999年10月25日)
- NHKテレビ「インド舞踊紹介」(1999年11月12日)
- NHKラジオ「ウダイ・シャンカール・ダンス・フェスティバルについて」(1999年11月20日)
- 愛知県豊田市矢作新報社文芸欄 週1回1年にわたり「インドと日本」を連載(2000年)
- CBCラジオそれもありだよね「インドについて」生放送(2000年1月29日)
- TOKYO FM「インドについて」(2000年5月18日)
- CBCラジオ「インドのカレー」生放送(2000年6月25日)
- 雑誌「ANJALI」 2000寄稿(2000年)
- ひまわりテレビ「インド古典舞踊体験」生放送(2001年4月30日)
- FMとよた「インドについて」(2001年11月29日)
- 愛知県豊田市FMとよたRADIOLOVEAT(ラジオラビート) CMソングを歌う(2002年)
- 月刊誌「とうかい食べあるき」～忘れえぬ味～寄稿 (2002年)
- なごや文化情報5、6月号に外国人の眼から見た「名古屋の文化状況」についてインド、韓国、カナダ人で対談(2002年)
- CBCテレビ「インド舞踊とは」(2004年7月12日)
- 中京テレビ「カレー紹介」(2004年9月18日)
- 「インドの風・日本の風」出版(2006年)
- NHK総合テレビ「インドの衝撃」オープニング出演(2007年)
- 雑誌「ドゥルガプージャ」アメリカ英文で寄稿(2007年)
- 月刊誌「高齢社会ジャーナル」12月号に～インドの死生観～について巻頭インタビュー(2007年)
- 雑誌「ANJALI」 2009寄稿(2009年)
- 月刊誌「なごや」～NABC公演について～寄稿(2010年)
- 雑誌「ANJALI」 2010寄稿(2010年)
- 雑誌「ANJALI」 2011寄稿(2011年)
- 雑誌「ドゥルガプージャ」アメリカに英文寄稿(2011年)
- 雑誌「ANJALI」 2012寄稿(2012年)
- テレビ愛知「名古屋しゃちほこ学園」～インド舞踊紹介～(2013年)
- 雑誌「ANJALI」 2014寄稿(2014年)
- 雑誌「ANJALI 」2015寄稿(2015年)
- 雑誌「ANJALI」 2016寄稿(2016年)
- インドトリプラ州アゴルタラテレビ「日本の歴史と文化」出演(2016年)
- 雑誌「ANJALI」 2017寄稿(2017年)
- 雑誌「ANJALI 」2018寄稿(2018年)
- NHKワールドベンガルラジオ「インドと日本」四週にわたり放送(2018年)
- 雑誌「ANJALI 」2019寄稿(2019年)
- 雑誌「ドゥルガプージャ」アメリカに英文寄稿(2019年)
- 月刊誌「とうかい食べあるき」～忘れえぬ味～寄稿 (2019年)

## 著作
- 「インドの風・日本の風」(2006)